# 家筋
家筋（いえすじ）とは、家の出自を示す系統のこと。家格・家柄の良否を決める材料となる。

## 概要
日本では古くから個人の血筋とともにその家が持つ家筋がしばしば評価の対象として扱われた。家筋の基準となったのはその家が同じ祖先を持つ本家（宗家）との本末関係であり、その本家もその家が持つ本末関係や社会的地位によって家筋が定められていた。
特に家筋によってその身分が固定的に定められることを原則とした江戸時代には家筋が重要視されていたが、実際には個々の縁戚関係や現実的な家の実力を示す家株などによって左右されることが多く、実力のある家はそうした力を背景に家筋の引き上げに努めていた。